# Registr územní identifikace, adres a nemovitostí
Registr územní identifikace, adres a nemovitostí, též RÚIAN, je jedním ze čtyř základních registrů České republiky, jeho fungování je upraveno zákonem č. 111/2009 Sb., o základních registrech, ve znění pozdějších předpisů. Plně funkční je od 1. 7. 2012. Správcem RÚIAN je Český úřad zeměměřický a katastrální (ČÚZK). Je součástí Informačního systému veřejné správy.
Hlavním přínosem systému základních registrů je vytvoření sady referenčních údajů, které jsou závazné pro výkon agend ve veřejné správě. V RÚIAN to prakticky znamená vedení popisných a lokalizačních údajů o územních prvcích, územně evidenčních jednotkách, účelových územních prvcích, jejich vazbách a o adresách. Z pohledu veřejné správy je nejdůležitějším referenčním prvkem RÚIAN adresa, na kterou se odkazují ostatní informační systémy veřejné správy.
V rámci projektu RÚIAN byl vybudován agendový Informační systém územní identifikace (ISÚI). Prostřednictvím ISÚI dochází k zápisu nových a aktualizaci či rušení existujících záznamů v RÚIAN. Editory územních prvků jsou, vedle správce registru, obce, stavební úřady a ČSÚ.
Součástí projektu RÚIAN bylo vybudování Veřejného dálkového přístupu, pomocí kterého jsou data RÚIAN a ISÚI volně k dispozici přes internet k nahlížení nebo stahování prostřednictvím tzv. Výměnného formátu RÚIAN (VFR, XML soubory v jazyce GML).

## Obsah RÚIAN
RÚIAN obsahuje údaje o základních územních prvcích:
- stát
- region soudržnosti
- vyšší územně samosprávný celek (VÚSC)
- kraj (1960)
- okres
- obec s rozšířenou působností (ORP)
- obec s pověřeným obecním úřadem (POÚ)
- obec
- vojenský újezd
- správní obvod v hlavním městě Praze
- městský obvod v hlavním městě Praze
- městská část v hlavním městě Praze
- městský obvod a městská část územně členěného statutárního města (MOMC)
- katastrální území
- základní sídelní jednotka (ZSJ)
- stavební objekt
- adresní místo
- parcela

A dále údaje o územně evidenčních jednotkách:
- část obce
- ulice nebo jiné veřejné prostranství

V RÚIAN mohou být dále vedeny účelové územní prvky (územní prvky stanovené jiným právním předpisem). V současné době jediným účelovým územním prvkem vedeným v RÚIAN jsou volební okrsky.

## Úvodní naplnění RÚIAN
Prvotní naplnění RÚIAN proběhlo migrací dat z datových zdrojů: 
- Informační systém katastru nemovitostí (ISKN) – ve správě ČÚZK,
- Registr sčítacích obvodů a budov (RSO) – ve správě ČSÚ,
- Územně identifikační registr adres (UIR-ADR) – ve správě MPSV,
- Databáze dodacích míst České pošty (DDM) – ve správě České pošty a
- Registr komunálních symbolů (REKOS) – ve správě PSP ČR.

Aktualizační procesy jsou prováděny přes editační agendové systémy (ISKN, ISÚI) a za data vedená v registru zodpovídají zákonem stanovení editoři. 

### Přístup k datům
- Veřejný dálkový přístup, VDP
- Poskytování údajů ISÚI/RÚIAN na webu ČÚZK Archivováno 25. 6. 2017 na Wayback Machine.
- Informační systém územní identifikace, ISÚI
- Stahovací služby Atom ČÚZK